# Cogswell (Dakota del Norte)
Cogswell es una ciudad ubicada en el condado de Sargent, Dakota del Norte, Estados Unidos. Según el censo de 2020, tiene una población de 73 habitantes.

## Geografía
La localidad está ubicada en las coordenadas 46°6′25″N 97°47′3″O / 46.10694, -97.78417 (46.106967, -97.78423). Según la Oficina del Censo de los Estados Unidos, Cogswell tiene una superficie total de 0.85 km², correspondientes en su totalidad a tierra firme.

## Demografía
Según el censo de 2020, hay 73 personas residiendo en Cogswell. La densidad de población es de 87.95 hab./km². El 89.04% de los habitantes son blancos, el 2.74% son amerindios y el 8.22% son de una mezcla de razas. Del total de la población, el 2.74% son hispanos o latinos de cualquier raza.